# 馬可尼快線
馬可尼快線（英語：Marconi Express）是一條位於義大利博洛尼亚的全自動單軌旅客捷運系統，長度為5.1（3.2英里）。為義大利第1條連接至高速鐵路的單軌系統、第2條機場單軌線，第5個提供旅客捷運系統的城市。營運區間為波隆那中央車站至波隆那機場。旅客捷運系統全線共有3個車站，除終端車站外只有在拉扎雷托設有車站，全線行車時間為7分20秒。
列車由總部位於列支敦斯登的英他敏運輸公司製造的P30 People Mover列車運營，1組列車共有3節車廂，每節車廂承運50名乘客（最多70名乘客），可以再加掛第4節車廂。列車在平均離地6-7米的軌道上以每小時40公里運行（最快可達每小時80公里）。
興建工程於2018年完成，原本預計於2020年3月7日開始運營。一直延後到2020年11月18日開放商業運行。

## 外部連結
- 馬可尼快線官網 （页面存档备份，存于）

44°31′04″N 11°19′06″E / 44.5179°N 11.3183°E